# Neverwhere
Neverwhere (Nederlandse titel: Niemandsland) is een boek uit 1996 van auteur Neil Gaiman over de gebeurtenissen in een fictieve versie van Londen. Het is gebaseerd op de gelijknamige televisieserie va 
de BBC.
Het Londen van Neverwhere loopt vol met figuren uit de fantasywereld, zoals monsters en middeleeuwse personages, maar ook met 'normale' mensen die wonderbaarlijke dingen overkomen. Het boek bevat, na twee prologen, twintig verhalen. In de prologen wordt eerst het centrale personage Richard Mayhew voorgesteld.

## Verhaal
Richard Mayhew is een jonge Londenaar, hoewel zijn roots elders liggen, met een gewoon leven: een baan met perspectief, een behoorlijke woning en een ambitieuze verloofde. Hij weet niet beter dan dat de bekende wereld begrijpelijk en overzichtelijk in elkaar steekt. Wanneer er op een avond als uit het niets een meisje voor zijn voeten valt, laat hij zich verleiden tot een daad van barmhartigheid. Ze is gewond, haar kleren zijn doorweekt van het bloed. Ze wil niet naar het ziekenhuis en vraagt hem haar naar een plaats te brengen waar het veilig is. Ondanks de bezwaren van zijn verloofde draagt hij haar naar zijn eigen huis. Vanaf dat moment zal zijn omgeving steeds onbegrijpelijker worden.
Het meisje met de naam Door is een bewoonster van Londen-Beneden, in tegenstelling tot Londen-Boven een andere wereld dan de bekende. In ieder geval een wereld waar veel natuurwetten met voeten worden getreden. De mannen die achter Door aanzitten bijvoorbeeld, de heren Croup en Vandemar, zijn in staat in de tijd te reizen en vervullen hun moorddadige opdrachten. Zij zitten achter de moord op de familie van Door, die zelf in staat is elk ingewikkeld slot met haar krachten open te krijgen. Londen-Beneden, sterk verbonden met de Londense metro, is met zijn bewoners zo goed als onzichtbaar voor Londen-Boven en Richard komt er tot zijn schrik achter dat zijn contact met Door ervoor heeft gezorgd dat hij een deel is geworden van Londen-Beneden. Mensen zien hem niet meer, zijn baan is verdwenen, zijn creditcard werkt niet meer en zijn woning wordt aan andere mensen verhuurd.
Hij beseft dat het te maken heeft met het gebeuren met Door en ziet zich gedwongen op zoek te gaan naar haar, en haar te vragen zijn leven terug te geven. Zo vertrekt hij naar Londen-Beneden en vindt Door, die inmiddels met behulp van de markies van Carabas, een vriend van haar vader, een lijfwacht heeft gevonden. Deze lijfwacht, Jager genaamd, moet Door beschermen tegen Croup en Vandemar. Richard kan Door er met moeite van overtuigen dat zij verantwoordelijk is voor zijn situatie en hem moet helpen zijn leven terug te krijgen. Hij sluit aan bij het gezelschap dat op zoek gaat naar de engel Islington. Deze engel is naar Londen-Beneden verbannen, omdat hij niet goed oplette bij Atlantis. Hij zou Door moeten kunnen helpen te begrijpen waarom haar familie is vermoord. Met behulp van een bonte stoet van bondgenoten zien ze kans de engel Islington te vinden. Deze vertelt hen dat ze op zoek moeten naar een sleutel die wordt bewaakt door de Black Friars. Deze monniken geven de sleutel alleen aan degene die een bepaalde beproeving kan doorstaan. Nadat het ze de sleutel hebben bemachtigd moeten ze de sleutel bij Islington zien te brengen. Omdat de eerste route naar de engel slechts eenmaal werkt, zijn ze gedwongen de gevaarlijke route te nemen: rechtstreeks door een labyrint, bewaakt door het Beest. Uiteindelijk komen ze terug bij Islington. Daar wacht hen een onaangename verrassing.